# Francisco López (zapaśnik)
Francisco López – portorykański zapaśnik walczący w obu stylach. Zdobył siódme miejsce na igrzyskach panamerykańskich w 1987. Srebrny medalista na mistrzostwach panamerykańskich w 1993. Trzeci na igrzyskach Ameryki Środkowej i Karaibów w 1993 roku.